# اژدر

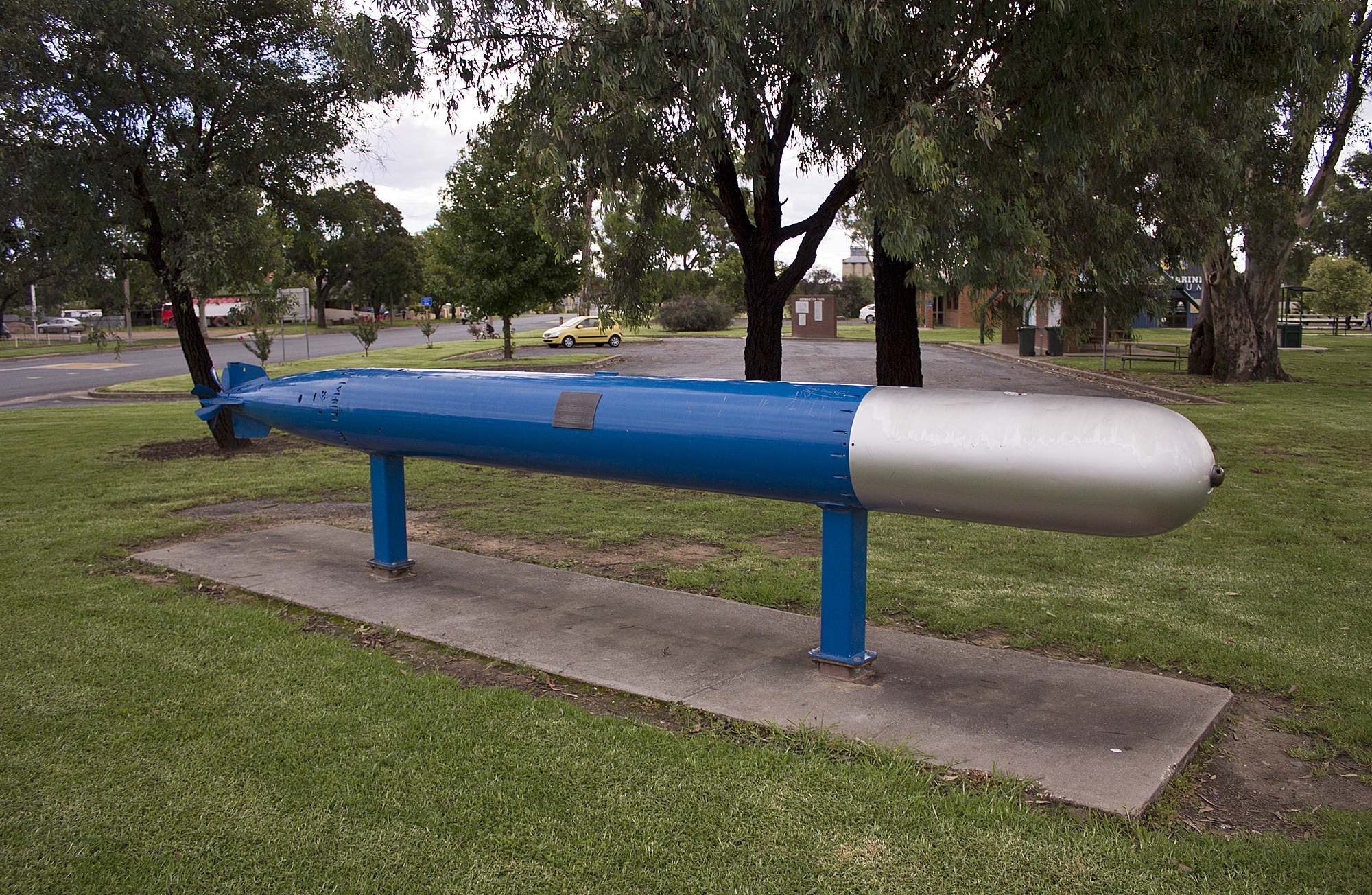
یک اژدرانداز مارک ۳۲ مد ۱۵ (SVTT) در حال پرتاب یک اژدر سبک‌وزن مارک ۴۶ مد ۵.

اَژدَر یک سلاح انفجاری پرتابی است که از دریا و در درون آب پرتاب می‌شود.
اژدر از پرتابه‌های خود-پیشران است که از رو یا زیر سطح آب پرتاب می‌شود و در درون آب حرکت کرده نزدیک به هدف یا پس از برخورد با آن منفجر می‌شود. بر خلاف کشتی‌های بزرگ، قایق‌ها، زیردریایی‌ها و هواپیماها توانایی حمل توپ‌های بزرگ را ندارند، بنابراین سلاحی کوچکتر و کارا طراحی شد تا این جنگ‌افزارها بتوانند بدون نیاز به حمل توپ‌های سنگین به کشتی‌های بزرگتر آسیب رسانده و آنها را نابود کنند. به ناوچه‌هایی که بر عرشهٔ خود اژدر دارند ناوچه اژدرافکن گفته می‌شود. اژدرها از درون لوله‌ای به نام اژدرافکن پرتاب می‌شوند و هدف از پرتاب آن‌ها معمولاً نابودی زیردریایی‌ها است.
از آنجا که مقابله با اژدرها غیرممکن یا بسیار مشکل است این نوع سلاح در زمره مرگبارترین تسلیحات دریایی محسوب می‌شود.

## پیشینه
ساخت این نوع سلاح به قرن‌ها قبل بر می‌گردد. در سال ۱۲۸۰ م یک مهندس سوریه‌ای به نام حسن رماح به توصیف انواع مواد قابل اشتعال و انفجار پرداخته بود، اژدر را این‌چنین توصیف کرده بود:
تخم‌مرغی که خودش حرکت می‌کند و سپس آتش می‌گیرد.
 هم‌چنین در این متن به حرکت این وسیله بر روی آب اشاره شده بود.
پیشینهٔ استفاده از این سلاح‌ها (به معنای امروزی خود) به حوالی ۱۸۶۰ میلادی بازمی‌گردد.
نخستین اژدر توسط یک انگلیسی به نام وایت‌هد در سال ۱۸۶۶ ساخته شد؛ که با هوای فشرده کار می‌کرد و مشخصه‌های اصلی آن بسیار ابتدایی بود. در زیر برخی از این ویژگی‌ها یاد شده‌است:
- طول: ۴ متر.
- سیستم رانش: موتور هوای فشرده با تک پروانه.
- قطر :۳۶ سانتی‌متر
- کنترل عمق: شیر هیدرواستاتیکی
- وزن: ۱۳۵ کیلوگرم
- کنترل سمت: ندارد
- سرعت: ۶ گره
- برد: ۲۰۰ متر الی۶۵۰ متر[نیازمند منبع]

### اژدرها در سده بیستم

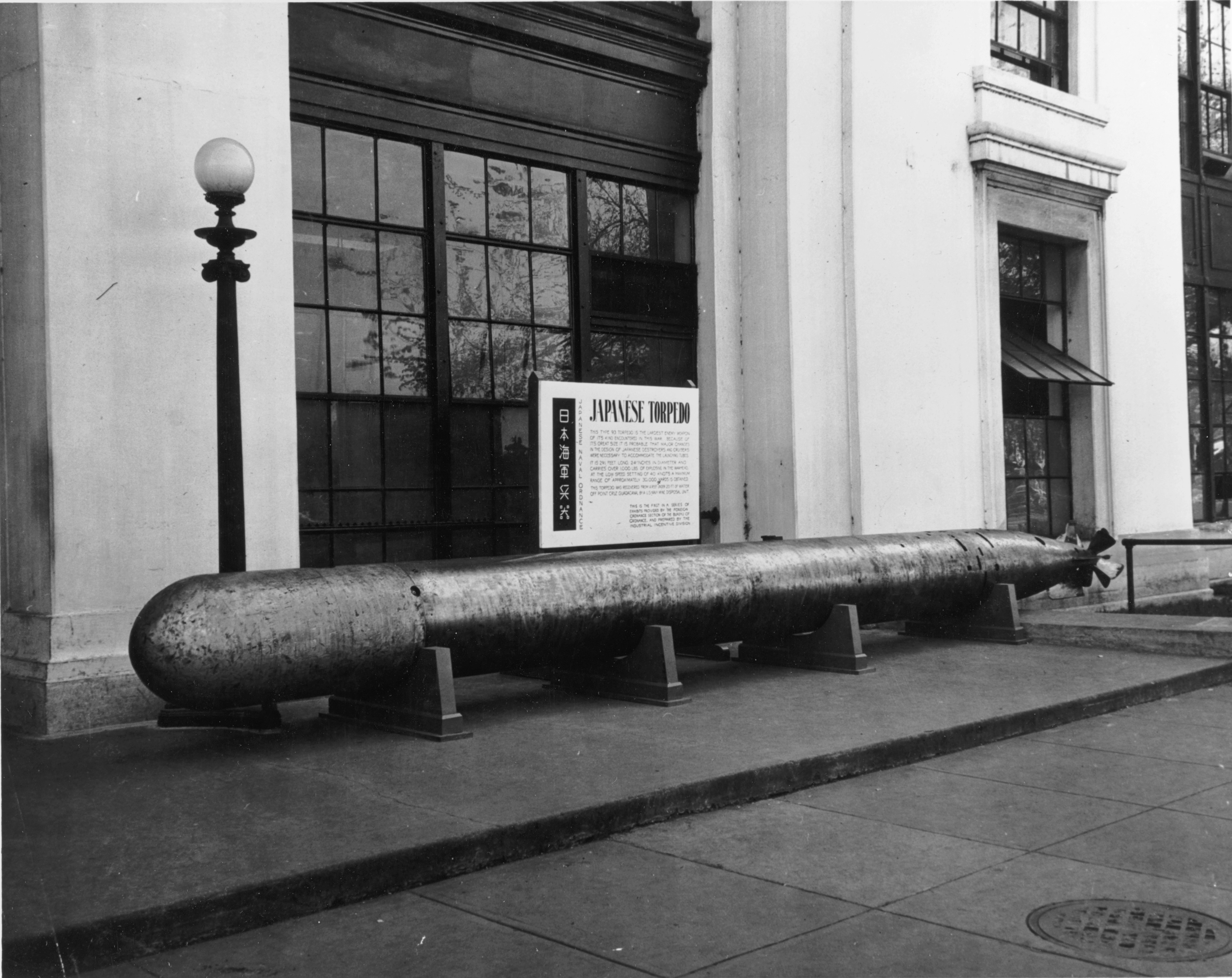
اژدر نوع ۹۳ ژاپن، نخستین اژدر موفق ژاپنی.

استفاده از اژدر در سده بیستم به تدریج رایج شد. برد اژدرها از حدود ۸۰۰ متر در سال ۱۹۰۰ به حدود ۱۴ کیلومتر در سال ۱۹۱۶ رسید. در جنگ جهانی اول، نیروی دریایی امپراتوری آلمان از این سلاح برای غرق کردن کشتی‌های حامل تدارکات بریتانیا استفاده کرد. در سال ۱۹۳۳ نیروی دریایی امپراتوری ژاپن برای نخستین بار توانست اژدری کاملاً کارا را بسازد که به جای هوای فشرده به عنوان سوخت از اکسیژن خالص فشرده استفاده می‌کرد.

## انواع اژدرها بر اساس نوع مأموریت
اژدرها بر اساس مأموریت یا نوع هدف به سه گروه زیر تقسیم‌بندی می‌شوند:
اژدرهای ضد سطحی: جهت استفاده بر ضد شناورها و کشتی‌های سطحی
اژدرهای ضد زیرسطحی: جهت استفاده بر ضد زیردریایی‌ها
اژدرهای دومنظوره: با قابلیت استفاده علیه اهداف سطحی و زیرسطحی

## انواع اژدرها براساس قطر
اژدرها بر اساس قطر به دسته کلی سبک، نیمه‌سنگین و سنگین تقسیم‌بندی می‌شوند.
اژدرهای سبک: با قطر ۳۲۴ میلی‌متر (۱۲٫۸ اینچ)
اژدرهای نیمه‌سنگین: با قطر ۴۵۰ میلی‌متر (۱۷٫۷۲ اینچ)
اژدرهای سنگین: با قطر ۵۳۳ میلی‌متر (۲۱ اینچ)

## انواع سامانه‌های پیشرانه
سامانه‌های پیشران اژدرها به دو گروه کلی الکتریکی و سوختی تقسیم‌بندی می‌گردند.
دراژدرهای با پیشران الکتریکی، سامانه رانش یک موتور الکتریکی بوده که نیروی مورد نیاز خود را از باتری‌های موجود در اژدر تأمین می‌کند.
در اژدرهای با پیشران سوختی از انواع متنوعی از پیشران‌ها از قبیل: موتورهای پیستونی، پمپ جت، توربین گاز
، توربین هوای مرطوب استفاده می‌شود. در تمامی این سامانه‌ها، سوخت در محفظه احتراق سوخته و باعث تولید انرژی اولیه مورد نیاز حرکت اژدر می‌گردد. اکسیژن، اتوفیول، هیدروژن، هگزافلوئورید سولفور، لیتیوم جامد و کراسین نمونه‌هایی از سوخت‌های مورد استفاده در اژدرها هستند.

## انواع سامانه‌های هدایت
سامانه‌های هدایت در یک اژدر عبارتند از:رادیویی، سیمی و خود هدایت شونده. ممکن است یک اژدر از هیچ‌کدام از سامانه‌های هدایتی استفاده نکند.

## انواع سامانه‌های پرتابه
یک اژدر را می‌توان از یک کشتی، قایق، هواپیما، بالگرد یا یک زیردریایی پرتاب کرد
.

## اژدر مارک ۵۰
یکی از اژدرهای معروف مارک-۵۰ نام دارد: اژدر مارک-۵۰، اژدر سبک و پیشرفته ایالات متحده می‌باشد و علیه زیردریایی‌های سریع که در اعماق زیاد دریاها حرکت می‌کنند استفاده می‌شود. مارک-۵۰ می‌تواند توسط تمامی هواگردهای ASW یا تیوب‌های اژدر روی رزمناوها پرتاب شود. قرار بود که مارک-۵۰به عنوان اژدری سبک و سریع جایگزین مارک-۴۶ شود. اما در نهایت Mark-54 LHT به عنوان جایگزین مارک-۴۶ انتخاب شد.
انرژی شیمیایی مورد نیاز برای سیستم متحرکه این اژدر (SCEPS) در نتیجه افشانه گاز سولفور هگزا فلوراید موجود در یک مخزن کوچک بر روی لیتیم جامد ایجاد می‌شود. این عمل گرمای زیادی تولید می‌کند که برای ایجاد بخار از آب دریا استفاده می‌شود.
بخار ایجاد شده سبب گردش دورانی اژدر و افزایش قدرت پمپ موتور آن می‌شود.
اژدر سبک مارک-۵۰
سازنده: Alliant Techsystems, Westinghouse
طول:۲٫۲۸ متر
وزن:۳۴۰ کیلوگرم
قطر:۳۲۴ م م
سرعت:۴۰ گره
سر جنگی: تقریباً ۴۵کیلوگرم.

## انواع اژدر سپاه پاسداران

### حوت
در سال ۸۵ و در جریان برگزاری رزمایش پیامبر اعظم سپاه پاسداران ، خبر شلیک «اژدر حوت» در خلیج فارس رسانه‌ای شد. اژدر حوت سریع‌ترین اژدر سپاه پاسداران در آن زمان معرفی شد. این سلاح سرعت پیمایش ۱۰۰ متر بر ثانیه با سرجنگی ۲۱۰ کیلوگرمی و پیشرانه سوخت جامد است. «حوت» قابلیت شلیک از قایق‌های تندرو و زیردریایی را دارد و می‌تواند در شعاع ۱۵ کیلومتری اهداف سطحی و زیر سطحی را منهدم کند. آنچه که باعث تمایز حوت در میدان نبرد می‌شود، سرعت زیاد آن است که عملاً شناور هدف، قابلیت فرار را ندارد. سامانه حباب‌سازی که در قسمت ابتدایی حوت قرار دارد هم باعث می‌شود که موشک مسیر خود را در لایه‌ای از هوا سیر کند و کمترین تماس را با آب داشته باشد.

### والفجر
آخرین اژدر تولیدی سپاه پاسداران، «اژدر پیشرفته والفجر» است که با حضور سردار دهقان وزیر دفاع و فرمانده نداجا در سازمان صنایع دریایی از خط تولید آن رونمایی شد. در خصوص این اژدر بجز چند تصویر اطلاعات بیشتری منتشر نشده اما آنچه را که می‌توان گفت این است که «والفجر» از خانواده اژدرهای ۵۵۳ میلیمتری است که هدایت آن با استفاده از رادار و سونار است. این سیستم هدایتی باعث افزایش دقت اژدر می‌شود به طوری که در صورت فریب سیستم سونار، بلافاصله سیستم رادار وارد عمل می‌شود و تا لحظه برخورد آن را هدایت می‌کند. آنگونه که وزیر دفاع ایران گفته «این اژدر از سرجنگی شدید الانفجار برخوردار است.» با توجه به تصاویری که از والفجر منتشر شده به نظر می‌رسد که سر جنگی این اژدر بین ۲۵۰ تا ۳۰۰ کیلوگرم وزن داشته باشد که باعث کمی افزایش توان تخریب آن نسبتا به مدل قبلی آنها یعنی حوت می‌شود.

## جستجو
اژدر هواپایه